# Moirangthem Govin Singh
Moirangthem Govin Singh (ur. 3 stycznia 1988 w Tentha) – indyjski piłkarz, grający na pozycji obrońcy w klubie East Bengal Club.

## Kariera klubowa
Singh rozpoczął swoją karierę w Hindustan Aeronautics Limited SC w 2006 roku. W latach 2007-2009 był zawodnikiem Churchill Brothers, z którym zdobył mistrzostwo Indii w 2009 roku. W 2009 przeszedł do klubu East Bengal Club. Z East Bengal Club zdobył Puchar Federacji w 2009.

## Kariera reprezentacyjna
W 2011 Singh został powołany do reprezentacji Indii na Puchar Azji. Dotychczas nie zdołał zadebiutować w reprezentacji.